# Bradford Dillman
Bradford Dillman (San Francisco, California, 14 de abril de 1930-Santa Bárbara, California, 16 de enero de 2018) fue un actor teatral, cinematográfico y televisivo de nacionalidad estadounidense.

## Biografía

### Inicios
Sus padres fueron Dean Dillman, un agente de bolsa, y Josephine Moore. Sus abuelos paternos eran Charles Francis Dillman y Stella Borland Dean. Él estudió en la Town School for Boys y en el St. Ignatius College Preparatory, pasando más adelante a la Hotchkiss School en Connecticut, donde participó en producciones teatrales estudiantiles. Encontrándose en Yale en 1948, se alistó en la Reserva Naval de los Estados Unidos. Se graduó en la Universidad Yale en 1951 con un título en Literatura Inglesa. Siendo estudiante fue miembro de la Yale Dramatic Association, el Fence Club, la Torch Honor Society, The Society of Orpheus and Bacchus, la emisora WYBC (AM) y la sociedad Berzelius.
Tras graduarse, ingresó en el Cuerpo de Marines de los Estados Unidos como candidato a oficial, entrenándose en Marine Corps Recruit Depot Parris Island. Fue destinado como segundo teniente en septiembre de 1951. Mientras se preparaba para acudir a la guerra de Corea, se cambiaron sus órdenes y el resto de su tiempo con los Marine Corps, desde 1951 a 1953, enseñó comunicación en el Curso de Orientación de Instructores. Se licenció en 1953 con el empleo de primer teniente.

### Carrera
Estudiando con el Actors Studio, pasó varias temporadas aprendiendo con el Playhouse de Sharon (Connecticut), antes de debutar profesionalmente con la obra The Scarecrow en 1953.

#### Broadway
Su primera actuación teatral en el circuito de Broadway tuvo lugar en 1956 con la obra de Eugene O'Neill Largo viaje hacia la noche, interpretando a Edmund Tyrone y ganando un Premio Theatre World. La producción era también interpretada por Fredric March, Florence Eldridge y Jason Robards, y tuvo 390 representaciones hasta 1958.
En 1957, Katharine Cornell le eligió para actuar en una producción televisiva de Hallmark Hall of Fame de la obra ganadora del Premio Pulitzer de 1941 There Shall Be No Night, escrita por Robert E. Sherwood.

#### 20th Century Fox
Dillman fue escogido para actuar en el melodrama A Certain Smile (1958), gracias al cual obtuvo un Globo de Oro. A esta película siguió In Love and War (1958), un melodrama de 20th Century Fox ambientado durante la guerra que fue un éxito de taquilla. También lo fue Impulso criminal (1959), en la cual actuaban Dean Stockwell y Orson Welles, con producción de Richard D. Zanuck y dirección de Richard Fleischer. Dillman compartió el premio al mejor actor con Stockwell y Welles en el Festival de Cannes.
Tras rodar A Circle of Deception (1960) en Londres, Dillman trabajó con Welles, Fleischer y Zanuck en Crack in the Mirror (1960), film rodado en París. Fue un fracaso. De nuevo en Hollywood, Fox escogió a Dillman para actuar junto a Yves Montand y Lee Remick en Sanctuary (1961). Ellos también le dieron el papel del título en Francisco de Asís (1961).

#### Televisión
Cuando dejó Fox, Dillman se concentró en la televisión. Trabajó con Barbara Barrie en The Alfred Hitchcock Hour (episodio "Isabel", 1964) y con Peter Graves en Court Martial (1966). Fue artista invitado en series como Ironside, Shane, The Name of the Game, Colombo, The Wild Wild West, The Eleventh Hour, Wagon Train, The Greatest Show on Earth, Breaking Point, Misión: Imposible, The Mary Tyler Moore Show, Barnaby Jones y Three for the Road y El agente de CIPOL.
Dillman actuó dos veces en la serie western The Big Valley (1965–69), en los episodios Day of the Comet (1966) y A Noose is Waiting (1967). En ese período actuó ocasionalmente en el cine, en filmes como A Rage to Live (1965), Sergeant Ryker (1968), y The Bridge at Remagen (1969).
Dillman fue el pintor Richard Pickman en la adaptación a la televisión de la historia de 1926 escrita por H. P. Lovecraft "El modelo de Pickman", presentada en diciembre de 1971 en Galería Nocturna episode.

#### Últimos años de carrera
Dillman actuó en telefimes como Fear No Evil (1969), Moon of the Wolf (1972), Deliver Us from Evil (1973) y La leyenda de la mujer india (1983). Entre sus producciones cinematográficas figuran Escape from the Planet of the Apes (1971), The Way We Were (1973), Gold (1974), Bug (1975), The Enforcer (1976), The Swarm (1978), Piraña (1978), Sudden Impact (1983), y Lords of the Deep (1989). Su última actuación conocida tuvo lugar en un episodio emitido en 1995 de Murder, She Wrote, una serie para la cual colaboró en ocho ocasiones.

### Vida personal
El libro de Dillman sobre fútbol, Inside the New York Giants, fue publicacdo en 1995. Al mismo siguió una autobiografía, Are You Anybody?: An Actor's Life, en el año 1997.
Desde 1956 a 1962, Dillman estuvo casado con Frieda Harding, con la que tuvo dos hijos, Jeffrey y Pamela. Conoció a la actriz y modelo Suzy Parker mientras rodaba A Circle of Deception (1960). Se casaron el 20 de abril de 1963, y tuvieron tres hijos, Dinah, Charles, y Christopher. El matrimonio duró hasta la muerte de Parker el 3 de mayo de 2003.
Dillman vivió durante muchos años en Montecito, California, y trabajó en la recaudación de fondos para la investigación médica El actor falleció en Santa Bárbara (California) el 16 de enero de 2018, a los 87 años de edad, a causa de las complicaciones de una neumonía.

## Selección de su filmografía

### Cine
- 1958 : Una cierta sonrisa (A Certain Smile), de Jean Negulesco
- 1958 : In Love and War, de Philip Dunne
- 1959 : Impulso criminal, de Richard Fleischer
- 1960 : Crack in the Mirror, de Richard Fleischer
- 1960 : A Circle of Deception, de Jack Lee
- 1961 : Sanctuary, de Tony Richardson
- 1961 : Francisco de Asís, de Michael Curtiz
- 1965 : A Rage to Live, de Walter Grauman
- 1966 : The Plainsman, de David Lowell Rich
- 1968 : Jigsaw, de James Goldstone
- 1969 : The Bridge at Remagen, de John Guillermin
- 1970 : Suppose They Gave a War and Nobody Came?, de Hy Averback
- 1971 : Brother John, de James Goldstone
- 1971 : The Mephisto Waltz, de Paul Wendkos
- 1971 : Escape from the Planet of the Apes, de Don Taylor
- 1971 : The Resurrection of Zachary Wheeler, de Bob Wynn
- 1973 : The Way We Were, de Sydney Pollack
- 1973 : The Iceman Cometh, de John Frankenheimer
- 1974 : Chosen Survivors, de Sutton Roley
- 1974 : 99 and 44/100% Dead, de John Frankenheimer
- 1974 : Un fiocco nero per Deborah, de Marcello Andrei
- 1974 : Gold, de Peter Hunt
- 1975 : Bug, de Jeannot Szwarc
- 1976 : Mastermind, de Alex March
- 1976 : The Enforcer, de James Fargo
- 1976 : One Away, de Sidney Hayers
- 1976 : The Lincoln Conspiracy, de James L. Conway
- 1977 : The Amsterdam Kill, de Robert Clouse
- 1978 : The Swarm, de Irwin Allen
- 1978 : Piraña, de Joe Dante
- 1979 : Love and Bullets, de Stuart Rosenberg
- 1979 : Guyana: Crime of the Century, de René Cardona Jr.
- 1980 : Running Scared, de Paul Glickler
- 1983 : Sudden Impact, de Clint Eastwood
- 1985 : The Treasure of the Amazon, de René Cardona Jr.
- 1987 : Man Outside, de Mark Stouffer
- 1989 : Lords of the Deep, de Mary Ann Fisher
- 1989 : Heroes Stand Alone, de Mark Griffiths

### Televisión
- 1955 : Kraft Television Theatre - serie TV, 1 episodio
- 1953-1956 : Kraft Television Theatre - serie TV, 4 episodios
- 1957 : There Shall Be No Night - telefilm
- 1957 : Omnibus - serie TV, 1 episodio
- 1957 : Climax! - serie TV, 1 episodio
- 1957 : Matinee Theatre - serie TV, 1 episodio
- 1962 : The Eleventh Hour - serie TV, 1 episodio
- 1963 : Naked City - serie TV, 1 episodio
- 1962-1963 : Alcoa Premiere - serie TV, 2 episodios
- 1963 : Kraft Mystery Theater - serie TV, 1 episodio
- 1963 : Espionage - serie TV, 1 episodio
- 1963 : The Greatest Show on Earth - serie TV, 1 episodio
- 1963 : The Crisis - serie TV, 2 episodios
- 1963 : Wagon Train - serie TV, 1 episodio
- 1964 : The Nurses - serie TV, 1 episodio
- 1964 : Ben Casey - serie TV, 1 episodio
- 1964 : Breaking Point - serie TV, 1 episodio
- 1964 : The Alfred Hitchcock Hour - serie TV, 2 episodios
- 1965 : Profiles in Courage - serie TV, 1 episodio
- 1966 : Insight - serie TV, 1 episodio
- 1964-1966 : Dr. Kildare - serie TV, 7 episodios
- 1966 : 12 O'Clock High - serie TV, 1 episodio
- 1965-1966 : Court Martial - serie TV, 26 episodios
- 1966 : Hawk - serie TV, 1 episodio
- 1966 : Shane - serie TV, 2 episodios
- 1966-1967 : Bob Hope Presents the Chrysler Theatre - serie TV, 2 episodios
- 1967 : Felony Squad - serie TV, 1 episodio
- 1967 : El agente de CIPOL - serie TV, 2 episodios
- 1966-1967 : The Big Valley - serie TV, 2 episodios
- 1967 : The Wild Wild West - serie TV, 1 episodio
- 1968 : Judd for the Defense - serie TV, 2 episodios
- 1968 : The Danny Thomas Hour - serie TV, 1 episodio
- 1968 : Audacia es el juego - serie TV, 1 episodio
- 1969 : Fear No Evil - telefilm
- 1969 : The Bold Ones: The New Doctors - serie TV, 1 episodio
- 1969 : Marcus Welby, M.D. - serie TV, 1 episodio
- 1970 : Dan August - serie TV, 1 episodio
- 1970 : Ironside - serie TV, 2 episodios
- 1963 y 1971 : El virginiano - serie TV, 2 episodios
- 1971 : Longstreet - serie TV, 1 episodio
- 1966-1971 : The F.B.I. - serie TV, 6 episodios
- 1971 : Bonanza - serie TV, 1 episodio
- 1971 : Galería Nocturna - serie TV, 1 episodio
- 1968 y 1972 : Misión: Imposible - serie TV, 2 episodios
- 1972 : Alias Smith and Jones - serie TV, 1 episodio
- 1972 : The Mary Tyler Moore Show- serie TV, 1 episodio
- 1972 : The Delphi Bureau - serie TV,1 episodio
- 1972 : The Sixth Sense - serie TV, 1 episodio
- 1972 : The Mod Squad - serie TV, 1 episodio
- 1972 : Columbo - serie TV, 1 episodio
- 1973 : McCloud - serie TV, 1 episodio
- 1970-1973 : Centro médico - serie TV, 3 episodios
- 1974 : The ABC Afternoon Playbreak - serie TV,1 episodio
- 1975 : The Manhunter - serie TV, 1 episodio
- 1972 y 1975 : Cannon - serie TV, 2 episodios
- 1975 : Medical Story - serie TV, 1 episodio
- 1975 : Three for the Road - serie TV, 1 episodio
- 1975 : The Streets of San Francisco - serie TV, 1 episodio
- 1975-1976 : Thriller - serie TV, 2 episodios
- 1975 : The Wide World of Mystery
- 1976 : Bronk - serie TV, 1 episodio
- 1976 : Mujer Maravilla - serie TV, 1 episodio
- 1976 : Kingston: Confidential - serie TV, 1 episodio
- 1973-1978 : Barnaby Jones - serie TV, 6 episodios
- 1978 : Sword of Justice - serie TV, 1 episodio
- 1979 : How the West Was Won - serie TV, 1 episodio
- 1979 : The Incredible Hulk - serie TV, 1 episodio
- 1980 : La isla de la fantasía - serie TV, 1episodio
- 1980 : Los ángeles de Charlie - serie TV, 1 episodio
- 1982 : La leyenda de la mujer india - telefilme
- 1982 : King's Crossing - serie TV, 10 episodios
- 1982 : Matt Houston - serie TV, 1 episodio
- 1982-1983 : Falcon Crest - serie TV, 10 episodios
- 1983 : The Love Boat - serie TV, 1 episodio
- 1984 : Hot Pursuit - serie TV, 1 episodio
- 1984 : Dynasty - serie TV, 2 episodios
- 1984-1985 : Hotel - serie TV, 2 episodios
- 1989 : Christine Cromwell - serie TV, 1 episodio
- 1985-1995 : Murder, She Wrote - serie TV, 8 episodios

## Premios y distinciones
Festival Internacional de Cine de Cannes
| Año  | Categoría   | Película         | Resultado |
| ---- | ----------- | ---------------- | --------- |
| 1959 | Mejor actor | Impulso criminal | Ganador   |